# Zum roten Esel
Zum roten Esel (Originaltitel L’Âne Rouge) ist ein Roman von Georges Simenon. Das zur Reihe der „Non-Maigret“-Romane und -Erzählungen gehörende Werk über das Leben und die Erfahrungen eines jungen Reporters einer französischen Provinzzeitung entstand im Herbst 1932 in Marsilly bei La Rochelle (auf dem Gut La Richardière) und erschien am 16. August 1933 bei Fayard. In der deutschen Übersetzung von Ursula Vogel erschien der Roman erstmals 1994 unter dem Titel Zum roten Esel bei Diogenes.

## Handlung

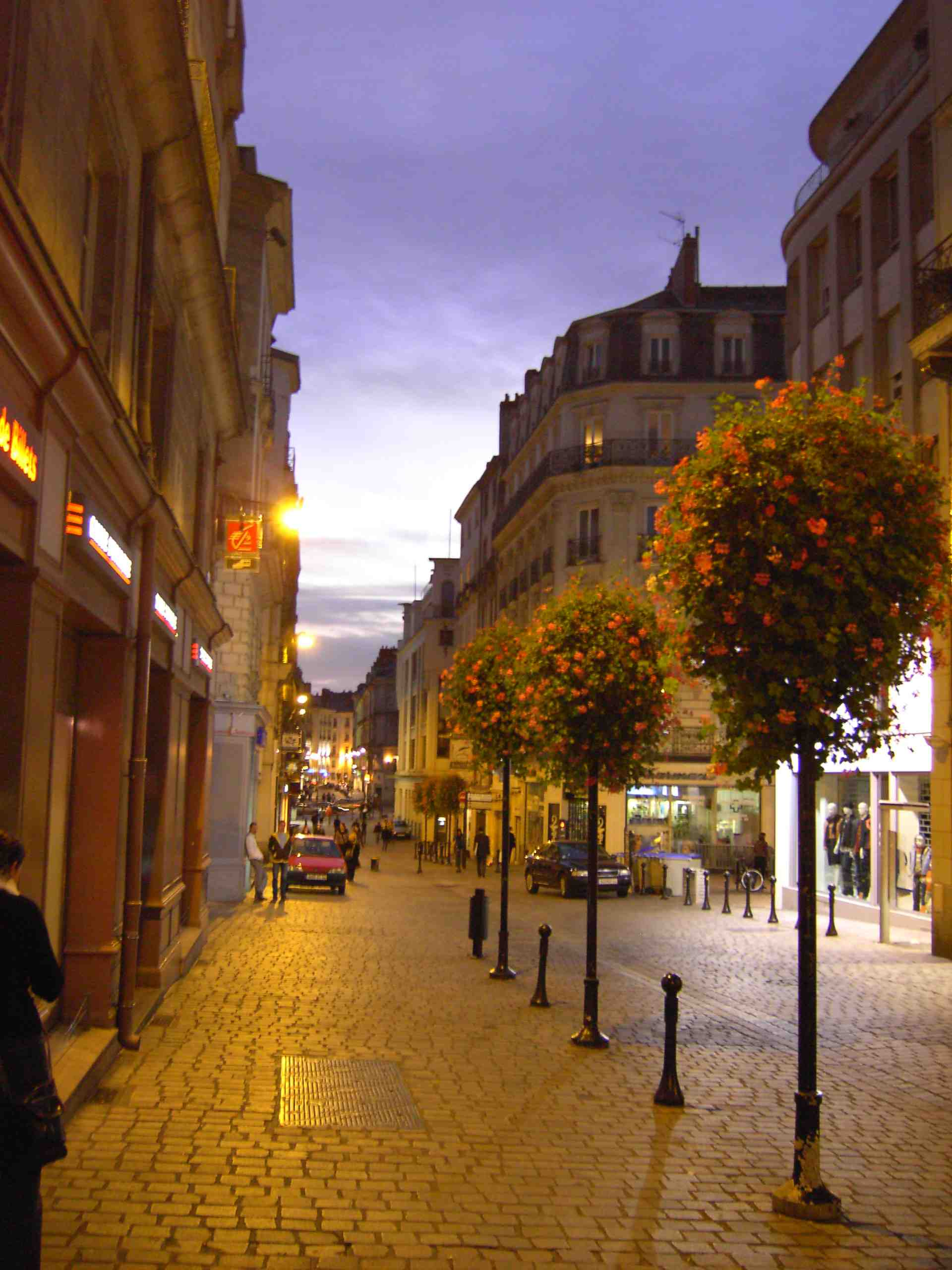
Innenstadt von Nantes (2005)

Jean Cholet, ein junger Journalist bei der Gazette in Nantes, lebt noch bei seinen Eltern, einer Familie kleiner Angestellter, die pflichtbewusst und bescheiden sind. Als er eines Abends erstmals an einem offiziellen Bankett teilnimmt und übermäßig viel trinkt, provoziert er einen Skandal; kurz danach, nach seinem Rauswurf strandet er in einem Cabaret, dem L'Ane-Rouge. Dort ist er in Gesellschaft eines gewissen Speelman, einer gewinnenden Person, die den jungen Mann beeindruckt. Durch die Stimmung des Lokals angezogen verkehrt Cholet fortan regelmäßig im Künstlermilieu und lernt dabei die junge Lulu kennen, die bald seine Geliebte wird. Durch seine Eskapaden emanzipiert sich Jean von seinem kleinbürgerlichen Elternhaus; seine Mutter erscheint ihm wie ein ewig larmoyantes Opfer. Die Verwegenheit führt dazu, dass Jean immer mehr dem Alkohol verfällt; erste Schulden sind schon gemacht. Um sein neues Gefühl der Stärke auszuleben, lässt er sich dazu überreden, Standesamtsdokumente zu entwenden, für die sich Speelman interessiert, der ihn mit seinem Stolz bearbeitet. Schließlich vernachlässigt er seine Arbeit, er fühlt sich in der Not gezwungen, von Lügen Gebrauch zu machen, um an Geld zu kommen, aber dann entscheidet er sich, mit dem mediokren Dasein Schluss zu machen. Er zieht nach Paris; der unerwartete Tod des Vaters lässt ihn irrtümlich glauben, der Chef seines Vaters würde ihm helfen. Dieser Irrtum löst bei ihm eine letzte Krise aus, bevor Jean Cholet wieder seinen Platz in der Gesellschaft einnimmt und das L’Âne Rouge fortan meidet.

## Hintergrund
Mit L’Âne Rouge verarbeitete Simenon autobiographische Details aus seinen literarischen Anfängen als Journalist in Lüttich.
Simenon ließ das Manuskript des Romans 1943 zugunsten französischer Kriegsgefangener versteigern.

## Ausgaben
- L'Âne rouge. In: Tout Simenon Tome 18 (Paris, Presses de la Cité, 1988–1993)
  - L'Âne rouge. In: Romans durs 1931-1934
  - L'Âne rouge. Le Livre de Poche n° 14314
- Zum Roten Esel. Roman. Deutsch von Ursula Vogel. Zürich: Diogenes Verlag 1994, ISBN 3-257-22629-2